# Gymnasium
För den nutida skolformen i Sverige, se Gymnasieskola. För svenska gymnasier före 1971, se Gymnasium (Sverige).
Ett gymnasium, av grekiskans gymnos, "naken"; jämför gymnastik, var i antikens Grekland en institution för kroppslig träning, och i vissa språk används ordet fortfarande i denna betydelse.
I flera språk är det en institution för universitetsförberedande sekundärutbildning, efter avslutad grundskola. I Finland kallas en del gymnasier (fi lukio, av lukea, läsa) för lyceum. Det fanns även svenska exempel, bland annat Stockholms lyceum (1839–1975). I Sverige ersattes gymnasierna 1970 med gymnasieskolan genom Lgy 70, men ordet gymnasium används ännu idag i vardagligt tal om gymnasieskola.

## Träningslokal
Under antiken var ett gymnasium en offentlig anläggning för ungdomens fysiska fostran samt senare även för dess andliga utbildning. Ordet lever kvar i engelskan och betyder där följaktligen gymnastiksal eller idrottshall, förkortat gym. Denna förkortning har senare inkluderats i svenska språket, men med betydelsen styrketränings- och motionsinstitut.

## Utbildningsinstitution
Gymnasium började användas som benämning på universitetsförberedande studier under 1500-talet. Som institution började gymnasiet införas i Tyskland i samband med reformationsrörelsen, understödd av bland annat Martin Luther och Philipp Melanchthon.

### Danmark
I Danmark startades latinskolor i de flesta köpstäder efter reformationen. De första skolor som benämndes gymnasium startades 1529 i Malmö (nedlagt 1537) och 1620 i Lund (nedlagt 1668). I Odense startades ett gymnasium 1621 vilket slogs samman med Odense Katedralskola 1802. Dessa skolor hade fram till 1809 religiöst fokus, för att därefter få ett mer humanistiskt fokus (och under senare delen av 1800-talet även naturvetenskapligt fokus). Utbildningen var förberedande för universitetsstudier.
I Danmark ändrade latinskolorna namn till gymnasier 1903. Då öppnades de även upp för flickor. Vid flera tillfällen under 1900-talet  (1958, 1971, 1987) ändrades upplägget på olika sätt med avseende på bl.a. inriktningar. Det finns sedan 2005 fyra olika inriktningar. Av dessa är htx (tekniskt gymnasium), hhx (handelsgymnasium) och stx (allmännt gymnasium) tre år, medan hf (högre förberedelsesexamen) är två år. De finns omkring 150 gymnasieskolor i landet. Med undantag för Sorø Akademi är alla självägande  och Børne- og Undervisningsministeriet utöver tillsyn. Ungefär hälften av varje årskull går på gymnasium.
Den vanligaste examen är stx-examen (omkring 23 500 tog den examen 2011), övriga examen är betydligt mindre vanliga (omkring 5 700 tog hf-examen samma år, medan omkring 7 300 tog hhx-examen och omkring 3 400 htx-examen). Olika ämnen läses på olika nivåer. Dessa kallas A, B och C där A medför de mest omfattande studierna och C de minst omfattande studierna. Betyg ges sedan 2006 enligt en sju-gradig skala. Denna har utvecklats bland annat för att det ska vara enkelt att omvandla danska betyg till ECTS-betyg.

### Finland
Föregångaren till gymnasium i Finland var Lyceum, som från 1831 var privata sjuklassiga läroverk, från 1872 allmänt elementarläroverk med ändamålet att lägga grunden för vetenskaplig utbildning vid universitet. Lyceerna indelades i normallyceer, där lärarkandidaterna fick sin praktiska utbildning, reallyceer där eleverna utöver den vetenskapliga utbildningen fick grundliga kunskaper i flera moderna språk och klassiska lyceer där eleverna också meddelades kunskaper i klassiska språk, särskilt i latin. Lyceer förekom också som fyrklassig skola som, i likhet med realskolan, byggde på och utvidgade folkskolans lärokurser.
I Finland är gymnasiet en läroanstalt med betoning på teoretiska ämnen och med ett allmänbildande och högskoleförberedande syfte. Gymnasiet påbörjas vanligen efter att grundskolan slutat, det vill säga vid ungefär 16 års ålder. Gymnasiet är sedan 1994–1996 årskurslöst och kursvalsbaserat. I allmänhet tar gymnasieutbildningen tre år, men man kan också välja att gå gymnasiet på två och ett halvt, tre och ett halvt eller fyra år. Gymnasiestudierna avslutas med studentexamen.
Gymnasiet ingår i det som kallas andra stadiets utbildningsblock. Den mer praktiskt inriktade yrkesutbildningen är alternativet till gymnasieutbildningen på det andra stadiet.

### Sverige
I Sverige infördes gymnasier först på 1600-talets början. De första öppnade i stiftsstäderna genom att bredda de gamla domskolornas program. Den första skolordningen som införde gymnasiestudier i Sverige härstammar från 1649. Gymnasierna försvann i 1856 års skolreform då de slogs samman med elementarläroverken. Dessa fanns i Sverige mellan 1849 och 1878, varefter de ersattes av de högre allmänna läroverken.
Under perioden 1905 till 1972 benämndes skolor med de frivilliga skolformerna realskola och gymnasium läroverk. Fram till Lgy 70 var gymnasium (gymnasiet) den teoretiska sekundärutbildningen i Sverige. Gymnasiestudierna avslutades då normalt med studentexamen.
En övergångsperiod på 1950- och 1960-talet fanns statliga så kallade försöksgymnasier, som i första hand var avsedda för manliga och kvinnliga elever som genomgått enhetsskolans klass 9g och även för elever med realexamen. Senare kommunaliserades försöksgymnasierna.
1971 sammanslogs skolformerna gymnasium, fackskola och yrkesskola i Sverige till gymnasieskola.

### Tyskland
I Tyskland är gymnasier (Gymnasium) enbart förberedande för akademiska studier. Då skolsystemet i Tyskland inte styrs på nationell nivå, utan utformas av respektive förbundsland, varierar både längd, utformning och terminologi. Gemensamt är dock att gymnasiet följer på grundskolan och omfattar årskurs 5 till antingen årskurs 12 eller 13, samt avslutas med en studentexamen kallas Abitur. Skolplikt gäller till 18 års ålder, om inte någon form av examina erhålls tidigare.
Nationellt tar den tyska grundskolan slut vid 10 års ålder. Därefter sorteras barn, utifrån önskemål och betyg, i någon av de sekundära skolformerna. De omfattar primärt: akademiskt studieförberedande Gymnasium, praktiskt orienterad Hauptschule, kvalificerat yrkesförberedande Realschule (som tillåter både vidare studie på yrkeshögskola och lättare övergång via motsvarande Komvux till universitetsstudier) eller Gemeinschaftsschule, en samlad skolform. Liksom på svenska gymnasier finns i denna skolform olika linjer som kan vara både yrkes- eller universitetsförberedande. Ytterligare, ibland delstatsaspecifika, varianter förekommer.
Tyska gymnasier har både specifika inträdeskrav och löpande betygskrav; elever som inte klarar studierna flyttas i allmänhet till någon av de andra skolformerna. 2006 skall 40% av de tyska eleverna ha gått till gymnasium.
I Bayern har gymnasielärare ofta kallats för klassprofessor, vilket efter 1968 dock använts mera sällan.[källa behövs]

### Österrike
I Österrike finns gymnasier för årskurserna 5–12. Dessa är i princip enbart studieförberedande. I Österrike kallas gymnasielärare för professor.